# Флото
Флото (њем. Vlotho) град је у њемачкој савезној држави Северна Рајна-Вестфалија. Једно је од 9 општинских средишта округа Херфорд. Према процјени из 2010. у граду је живјело 19.634 становника. Посједује регионалну шифру (AGS) 5758036, NUTS (DEA43) и LOCODE (DE VLO) код.

## Географски и демографски подаци
Флото се налази у савезној држави Северна Рајна-Вестфалија у округу Херфорд. Град се налази на надморској висини од 109 метара. Површина општине износи 76,9 km². У самом граду је, према процјени из 2010. године, живјело 19.634 становника. Просјечна густина становништва износи 255 становника/km².

## Међународна сарадња
| Мјесто        | Држава    | Врста сарадње | Од    |
| ------------- | --------- | ------------- | ----- |
| Лупско        | Пољска    | партнерство   | 1992. |
| Обињи сир Нер | Француска | партнерство   | 1989. |
| Извор         |           |               |       |